# Microchthonius karamani
Espèce
Synonymes
- Chthonius karamani Hadži, 1933

Microchthonius karamani est une espèce de pseudoscorpions de la famille des Chthoniidae.

## Distribution
Cette espèce est endémique de Croatie. Elle se rencontre dans la grotte Špilja Svetog Filipa i Jakoba à Sveti Filip i Jakov.

## Description
Microchthonius karamani mesure 1,40 mm.

## Publication originale
- Hadži, 1933 : Prinos poznavanju pseudoskorpijske faune Primorja. Prirodoslovna Istraživanja Kraljevine Jugoslavije, vol. 18, p. 125‒192.